# Mitologies dels indígenes d'Amèrica del Nord

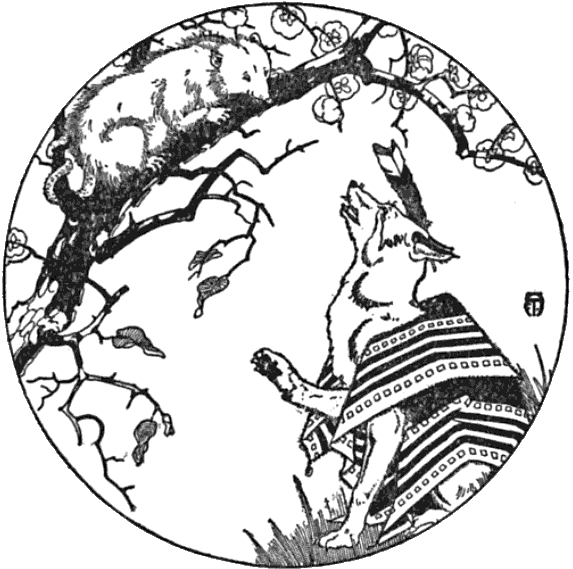
El coiot i la sariga solen aparèixer en les històries de nombroses tribus.

Les mitologies dels indígenes d'Amèrica del Nord comprenen molts conjunts de relats tradicionals associades amb la religió des d'una perspectiva mitogràfica. Els sistemes de creences indígenes d'Amèrica del Nord inclouen molts relats sagrats. Aquestes històries espirituals es troben profundament basades en la naturalesa i posseeixen un ric simbolisme d'estacions, el temps, plantes, animals, la terra, l'aigua, el cel i el foc. Són comuns el principi de Gran Esperit que ho abasta tot, universal i omniscient una connexió amb la Terra, diversos relats sobre la creació i la memòria col·lectiva d'ancestres comuns. Les pràctica d'adoració tradicionals solen formar part de les reunions tribals, les quals inclouen la dansa, el ritme, cançons i el tràngol (ex. la Dansa del Sol).

## Algonquins (nord-est dels EUA, Grans Llacs)

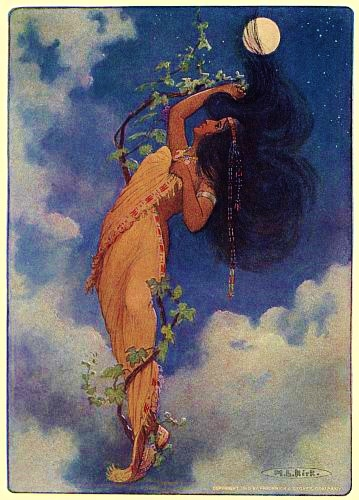
De la caiguda de la lluna plena Nokomis - pres de La Història de Hiawatha, 1910

- Mitologia abnaki - Les cerimònies religioses són dirigides pels xamans, anomenats medeoulin (mdawinno).
- Creences tradicionals anishinaabe - Una tribu d'Amèrica del Nord localitzada principalment als Grans Llacs d'Amèrica del Nord.
- Mitologia crow - Una tribu d'Amèrica del Nord localitzada en l'oest d'Ontario a les prades canadenques, encara que hi ha tribus localitzades en els Territoris del Nord-oest i en Quebec.
- Mitologia lenape - Una tribu d'Amèrica del Nord de l'àrea del riu Delaware.

## Indígenes de les Grans Planes
- Mitologies dels blackfoot - Una tribu que viu a Alberta i Montana. Originalment vivien en l'oest dels Grans Llacs a Montana i Alberta i pertanyien a la cultura dels Indis de les Grans Planes.
- Mitologia crow - Tribu de les Grans Planes. Al xaman de la tribu se li coneixia com a Akbaalia ("sanador").
- Mitologia lakota - Tribu d'Amèrica del Nord, també coneguda com a sioux.
- Mitologia pawnee - Un tribu d'Amèrica del Nord originalment localitzada a Nebraska (EUA).

## Muskoguis (sud dels Estats Units) i iroquesos (est dels Estats Units)
- Mitologia iroquesa (Sis Nacions)
- Mitologia cherokee - Una cultura del sud-est dels Estats Units i d'Oklahoma.
- Mitologia choctaw - Una cultura del sud-est dels Estats Units i d'Oklahoma. Originalment provinent de l'àrea del Mississipi, Alabama i Louisiana.
- Mitologia creu - Una cultura del sud-est dels Estats Units i d'Oklahoma. Originalment provinent de l'àrea d'Alabama, Geòrgia i Florida. El xaman era conegut com a Alektca.
- Mitologia ho-chunk Els ho-Chunk o winnebago són una tribu d'Amèrica del Nord que viu a Wisconsin.
- Religió wyandot - Poble d'Amèrica del Nord (de vegades anomenats huron), provinents d'Ontario (Canadà) i de les zones limítrofes.
- Mitologia seneca - Poble d'Amèrica del Nord, una de les Cinc Nacions de la confederació Iroquesa, provinent del nord-est dels Estats Units.

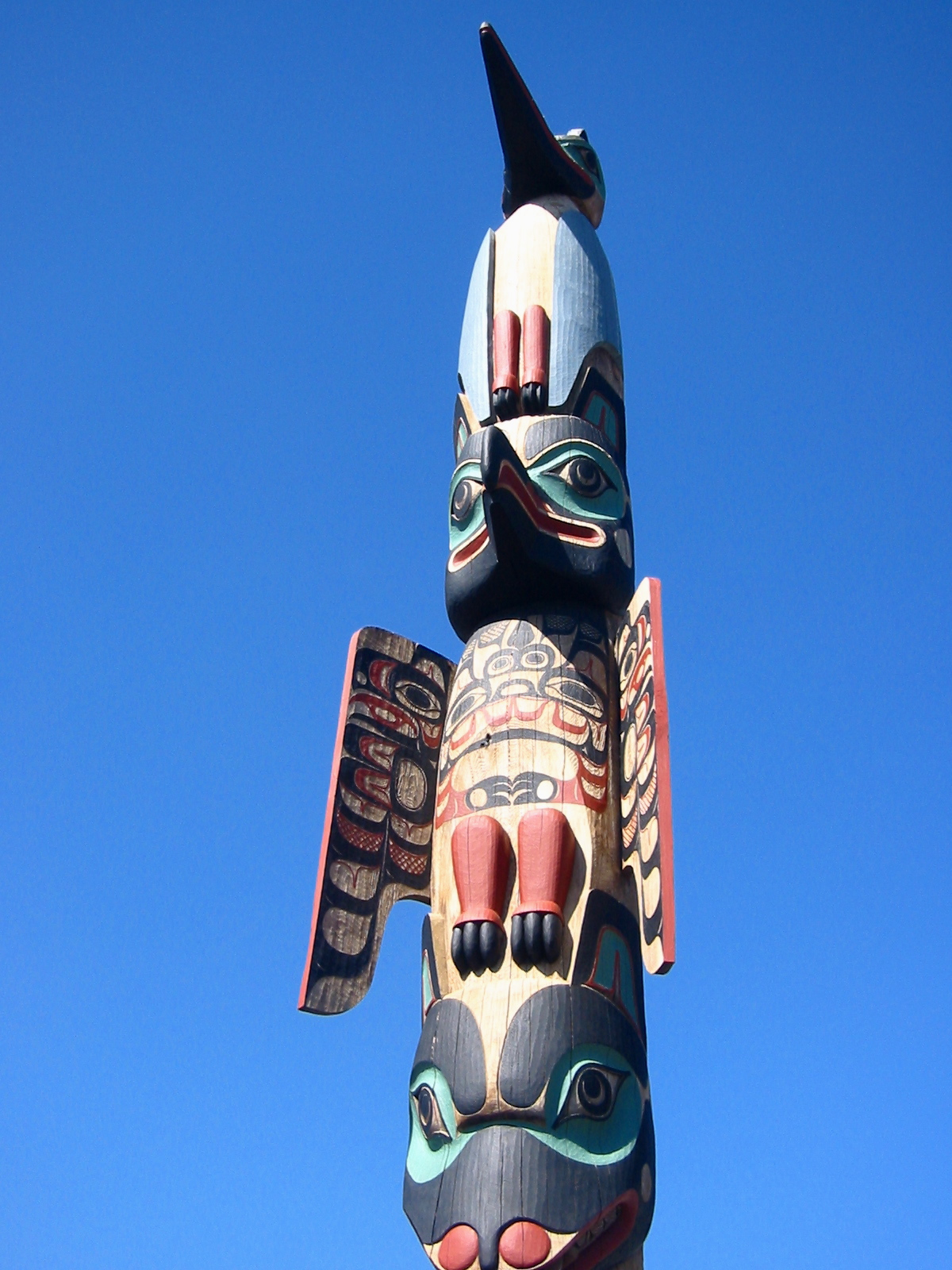
Pal tòtem d'Alaska Alaska. Els pals tòtem reflecteixen moltes mitologies orals

## Alaska i Canadà
- Mitologia haida
- Mitologia inuit - Poble d'Amèrica del Nord culturalment semblant a altres pobles de les regions polars.

## Nord-oest del Pacífic
- Mitologia kwakwaka'wakw
- Lummi - Una tribu de l'Amèrica del Nord provinent del Nord-oest del Pacífic, de la zona de l'estat de Washington.
- Mitologia nuu-chah-nulth
- Mitologia salish
- Mitologia tsimshian

## Uto-Asteques (de la Gran conca fins a Mèxic)
- Mitologia hopi - Comunitat d'Amèrica del Nord localitzada al sud-oest dels Estats Units.
- Mitologia miwok - Poble d'Amèrica del Nord localitzat al nord de Califòrnia.
- Mitologia ohlone - Poble d'Amèrica del Nord localitzat al nord de Califòrnia.
- Mitologia ute

## Altres tribus del sud-oest dels Estats Units
- Diné Bahane' (Navahos) - Una nació d'Amèrica del Nord del sud-oest dels Estatds Units.
- Mitologia pomo - Un publo del nord de Califòrnia.
- Mitologia zuñi

## Amèrica central
- Mitologia asteca, un imperi de Mesoamèrica centrat a la vall de Mèxic.
- Mitologia maia, un poble de Mesoamèrica del sud de Mèxic i nord d'Amèrica Central.

## Sud-amèrica
- Mitologia xilota, les cultures chono i huilliche, que viuen a l'arxipèlag de Chiloé, enfront de la costa sud de Xile.
- Mitologia guaraní, un poble indígena del Gran Chaco, especialment de Paraguai i parts de les zones limítrofes de l'Argentina, Brasil] i Bolívia.
- Mitologia inca, un imperi de Sud-amèrica centrat en la part central de la Serralada dels Andes.
- Mitologia maputxe, un poble indígena del Con Sud, especialment de Xile i d'algunes regions de l'Argentina.